# Matilde Toniolli
Matilde Chocha Espinosa de Toniolli (Rosario, 1928 - Rosario, 2 de febrero de 2017) fue una activista por los derechos humanos argentina, integrante de las Madres de Plaza Veinticinco de Mayo.

## Biografía
Vivió en Rosario, Córdoba y Buenos Aires. En esta última ciudad vivía cuando se produjo la llamada Revolución Libertadora en 1955.
Profesora de letras, llegó a ser preceptora de la Escuela Urquiza de Rosario, donde trabajó desde el año 1969.
Se casó con Fidel Toniolli (f. 2002), un comerciante simpatizante del Partido Comunista y junto a otras personas fundaron la organización Familiares de Desaparecidos y Detenidos por Razones Políticas.
Matilde y Fidel tuvieron dos hijos varones: Carlos (fallecido) y Eduardo José Toniolli (desaparecido).

### Desaparición de su hijo Eduardo
Eduardo Toniolli había sido militante de UES (Unión de Estudiantes Secundarios). En septiembre de 1976, debido a la situación que se vivía en Rosario decidieron radicarse en la ciudad de Córdoba. En ese tiempo trabajó como pintor y seguía desarrollando sus actividades de militancia.
Eduardo fue secuestrado el 9 de febrero de 1977 en horas de la tarde, en la vía pública. Al momento de su secuestro tenía 21 años de edad, estaba casado con Alicia Gutiérrez, que cursaba el octavo mes de embarazo.

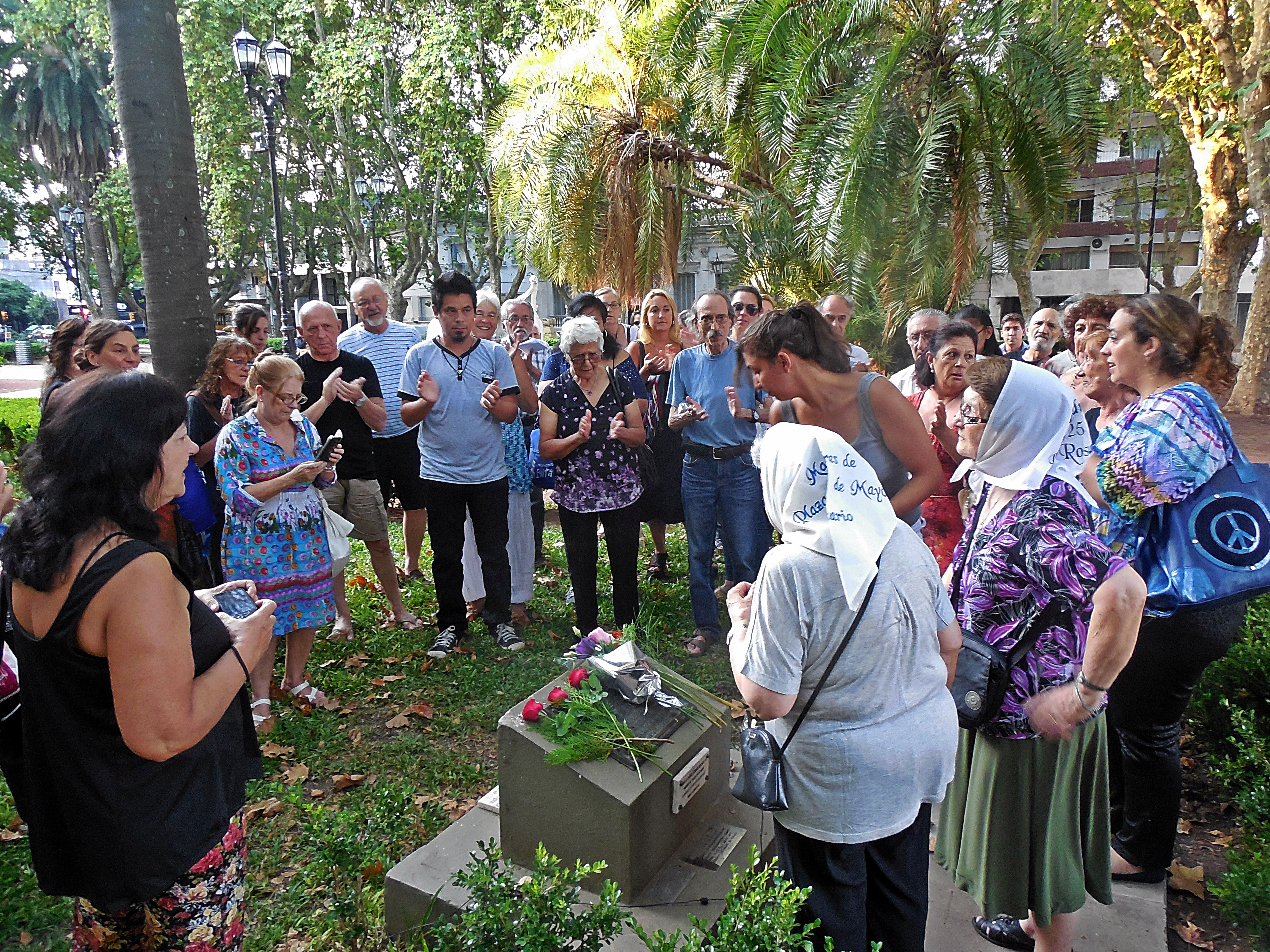
Las Madres despiden a Chocha en la Plaza

A partir del momento de la desaparición, Matilde y su esposo Fidel Toniolli buscaron sin descanso a su hijo Eduardo. Enviaron cartas a las máximas autoridades del país y aún al embajador  de Argentina ante la ONU, se reunieron con miembros de la iglesia y reclamaron ante la justicia.
Según distintos testimonios, Eduardo estuvo en La Perla, La Calamita y la Quinta de Funes.
En el invierno de 1978, Eduardo Toniolli y otras doce personas fueron trasladadas hasta la casa quinta del represor Juan Amelong, conocida como La Intermedia. Allí fueron asesinados y sus cuerpos arrojados en la bahía de Samborombón. Eduardo Toniolli permanece desaparecido.
Su esposa, Alicia Gutiérrez, pudo escapar a Brasil, donde consiguió un pasaporte que otorgaba la ONU a los refugiados y viajó a Francia, donde se radicó con su pequeño hijo hasta diciembre de 1985, en que retornó a Rosario.
Actualmente es diputada provincial por la provincia de Santa Fe.
Su hijo Eduardo fue diputado provincial, concejal de Rosario, militante de HIJOS y actualmente es Diputado por Santa Fe.
En el año 2010, el Tribunal Oral Federal n.º 1 de Rosario condenó a prisión perpetua a los cinco imputados (el exteniente Oscar Pascual Guerrieri, el exmayor Jorge Fariña, el exteniente Juan Daniel Amelong, el exagente de inteligencia del Ejército Walter Pagano y Eduardo Tucu Costanzo) en la primera causa por violaciones a los derechos humanos durante el terrorismo de Estado en esta ciudad, entre ellos el secuestro, la desaparición y el asesinato de Eduardo Toniolli.

### El noveno juicio de lesa humanidad en Rosario
En octubre de 2016, comenzó en el Tribunal Oral Federal de Rosario, el noveno juicio en la ciudad de Rosario, conocido como Guerrieri III.
El 12 de mayo de 2017 el Tribunal Oral Federal en lo Criminal N° 1 de Rosario dictó prisión perpetua y cárcel común a todos los implicados en la causa.

## Actividades
Tuvo una activa participación en la agrupación Madres Rosario. En noviembre de 2010, participó junto a otras madres, de la presentación del libro y proyección del documental Relatan las Madres de la Plaza ―testimonios escritos por las Madres de la Plaza Veinticinco de Mayo de Rosario, recopilados por Aída Albarrán― en el Centro Cultural de la Memoria «Haroldo Conti» ―la ex ESMA (Escuela de Mecánica de la Armada)―.

## Homenajes
El gobernador Jorge Obeid distinguió en marzo de 2006 como «Maestras de la Vida» a las Madres y Abuelas de Plaza de Mayo. Matilde Toniolli estuvo presente en representación de las Madres de la Plaza 25 de Mayo.

Asimismo estuvo presente en el homenaje a Madres de Plaza de Mayo, junto a otras madres con motivo de haberse cumplido el 30 de abril de 2012, los 35 años de la fundación de esta agrupación.